# McCartney Kessler
McCartney Kessler (ur. 8 lipca 1999 w Calhoun) – amerykańska tenisistka.

## Kariera tenisowa
W karierze zwyciężyła w trzech singlowych i dwóch deblowych turniejach rangi ITF. 30 czerwca 2025 roku zajmowała najwyższe miejsce w rankingu singlowym WTA Tour – 30. pozycję, natomiast 8 kwietnia 2024 osiągnęła najwyższą pozycję w rankingu deblowym – 180. miejsce.

## Historia występów wielkoszlemowych
Legenda
     W, wygrany turniej
     F, przegrana w finale
     SF, przegrana w półfinale
     QF, przegrana w ćwierćfinale
     xR, przegrana w x rundzie
     Qx, przegrana w x rundzie kwalifikacji
     A, brak startu
     NH, turniej nie odbył się

### Występy w grze pojedynczej
| Australian Open        | A | A   | A    | A    | A    | A    | A   | A   | 2R | 1R | 0 / 2 | 1 – 2 |  |  |  |  |  |  |  |  |  |  |  |  |  |  |  |
| French Open            | A | A   | A    | A    | A    | A    | A   | A   | Q1 | 1R | 0 / 1 | 0 – 1 |  |  |  |  |  |  |  |  |  |  |  |  |  |  |  |
| Wimbledon              | A | A   | A    | A    | NH   | A    | A   | A   | 1R | 1R | 0 / 2 | 0 – 2 |  |  |  |  |  |  |  |  |  |  |  |  |  |  |  |
| US Open                | A | A   | A    | A    | A    | A    | A   | Q3  | 1R |    | 0 / 1 | 0 –1  |  |  |  |  |  |  |  |  |  |  |  |  |  |  |  |
|                        |   |     |      |      |      |      |     |     |    |    |       |       |  |  |  |  |  |  |  |  |  |  |  |  |  |  |  |
| Ranking na koniec roku | – | 939 | 1020 | 1224 | 1273 | 1009 | 948 | 231 | 68 |    | 0 / 6 | 1 – 6 |  |  |  |  |  |  |  |  |  |  |  |  |  |  |  |

### Występy w grze podwójnej
| Australian Open        | A | A | A | A    | A    | A    | A   | A   | A   | 1R | 0 / 1 | 0 – 1 |  |  |  |  |  |  |  |  |  |  |  |  |  |  |  |
| French Open            | A | A | A | A    | A    | A    | A   | A   | A   | 1R | 0 / 1 | 0 – 1 |  |  |  |  |  |  |  |  |  |  |  |  |  |  |  |
| Wimbledon              | A | A | A | A    | NH   | A    | A   | A   | A   | 2R | 0 / 1 | 1 – 1 |  |  |  |  |  |  |  |  |  |  |  |  |  |  |  |
| US Open                | A | A | A | A    | A    | A    | A   | A   | 1R  |    | 0 / 1 | 0 – 1 |  |  |  |  |  |  |  |  |  |  |  |  |  |  |  |
|                        |   |   |   |      |      |      |     |     |     |    |       |       |  |  |  |  |  |  |  |  |  |  |  |  |  |  |  |
| Ranking na koniec roku | – | – | – | 1172 | 1229 | 1489 | 992 | 241 | 387 |    | 0 / 4 | 1 – 4 |  |  |  |  |  |  |  |  |  |  |  |  |  |  |  |

### Występy w grze mieszanej
McCartney Kessler nigdy nie startowała w rozgrywkach gry mieszanej podczas turniejów wielkoszlemowych.

## Finały turniejów WTA
| Legenda                   | Legenda |
| ------------------------- | ------- |
| Wielki Szlem              |         |
| Igrzyska olimpijskie      |         |
| WTA Tour Championships    |         |
| od 2021                   |         |
| WTA 1000 (obowiązkowe)    |         |
| WTA 1000 (nieobowiązkowe) |         |
| WTA 500                   |         |
| WTA 250                   |         |
| WTA 125                   |         |

### Gra pojedyncza 4 (3–1)
| Końcowy wynik | Nr | Data             | Turniej    | Nawierzchnia | Przeciwniczka       | Wynik finału  |
| ------------- | -- | ---------------- | ---------- | ------------ | ------------------- | ------------- |
| Zwyciężczyni  | 1. | 24 sierpnia 2024 | Cleveland  | Twarda       | Beatriz Haddad Maia | 1:6, 6:1, 7:5 |
| Zwyciężczyni  | 2. | 11 stycznia 2025 | Hobart     | Twarda       | Elise Mertens       | 6:4, 3:6, 6:0 |
| Finalistka    | 1. | 2 marca 2025     | Austin     | Twarda       | Jessica Pegula      | 5:7, 2:6      |
| Zwyciężczyni  | 3. | 22 czerwca 2025  | Nottingham | Trawiasta    | Dajana Jastremśka   | 6:4, 7:5      |

### Gra podwójna 2 (1–1)
| Końcowy wynik | Nr | Data            | Turniej  | Nawierzchnia | Partnerka   | Przeciwniczki               | Wynik finału    |
| ------------- | -- | --------------- | -------- | ------------ | ----------- | --------------------------- | --------------- |
| Finalistka    | 1. | 2 marca 2025    | Austin   | Twarda       | Zhang Shuai | Anna Blinkowa Yuan Yue      | 6:3, 1:6, 4–10  |
| Zwyciężczyni  | 1. | 6 sierpnia 2025 | Montreal | Twarda       | Coco Gauff  | Taylor Townsend Zhang Shuai | 6:4, 1:6, 13–11 |

## Finały turniejów WTA 125

### Gra pojedyncza 1 (1–0)
| Końcowy wynik | Nr | Data           | Turniej         | Nawierzchnia | Przeciwniczka  | Wynik finału  |
| ------------- | -- | -------------- | --------------- | ------------ | -------------- | ------------- |
| Zwyciężczyni  | 1. | 25 lutego 2024 | Puerto Vallarta | Twarda       | Taylah Preston | 5:7, 6:3, 6:0 |

## Finały turniejów ITF
| turnieje z pulą nagród 100 000 $ (W100) |
| turnieje z pulą nagród 80 000 $ (W80)   |
| turnieje z pulą nagród 60 000 $ (W75)   |
| turnieje z pulą nagród 40 000 $ (W50)   |
| turnieje z pulą nagród 25 000 $ (W35)   |
| turnieje z pulą nagród 15 000 $ (W15)   |

### Gra pojedyncza 3 (2–1)
| Rezultat     |    | Data       | Turniej     | ($)     | Naw.   | Przeciwniczka  | Wynik         |
| Finalistka   | 1. | 03/10/2021 | Lubbock     | 15 000  | Twarda | Adriana Reami  | 6:7(6), 1:6   |
| Zwyciężczyni | 1. | 08/10/2023 | Rome        | 60 000  | Twarda | Grace Min      | 6:2, 6:1      |
| Zwyciężczyni | 2. | 04/02/2024 | Rome        | 60 000  | Twarda | Liv Hovde      | 6:4, 6:1      |
| Zwyciężczyni | 3. | 11/08/2024 | Landisville | 100 000 | Twarda | Olivia Gadecki | 4:6, 6:2, 6:4 |

### Gra podwójna 4 (2–2)
| Rezultat     |    | Data       | Turniej    | ($)    | Naw.   | Partnerka           | Przeciwniczki                          | Wynik             |
| Zwyciężczyni | 1. | 08/04/2023 | Jackson    | 25 000 | Twarda | Jaeda Daniel        | Allura Zamarripa Maribella Zamarripa   | 1:6, 6:1, 10–5    |
| Finalistka   | 1. | 17/06/2023 | Sumter     | 60 000 | Twarda | Julija Starodubcewa | Maria Mateas Anna Rogers               | 4:6, 7:6(3), 6–10 |
| Finalistka   | 2. | 22/07/2023 | Evansville | 60 000 | Twarda | Julija Starodubcewa | Maria Kononowa Weronika Mirosznyczenko | 3:6, 6:2, 8–10    |
| Zwyciężczyni | 2. | 30/09/2023 | Templeton  | 60 000 | Twarda | Alana Smith         | Jessie Aney Jaeda Daniel               | 7:5, 6:4          |